# United States Naval District
United States Naval District (deutsch Marinedistrikt der Vereinigten Staaten) war eine im 20. Jahrhundert, insbesondere während des Zweiten Weltkriegs, übliche Einteilung des Hoheitsgebietes der Vereinigten Staaten und der angrenzenden Küstengewässer.

## Geschichte
Im Jahr 1902 berichtete der amerikanische Marineminister dem Kongress der Vereinigten Staaten: „Das Marineministerium beschäftigt sich seit vielen Jahren mit der Frage eines geeigneten Systems zur Seeverteidigung der Küste …“ (englisch “The Navy Department has for many years considered the question of a proper system for naval defense of the coast”).
Ziel war, durch eine systematische Einteilung der Küstengewässer und des dazugehörigen Hinterlandes die See- und Küstenverteidigung effizienter zu gestalten. In einem ersten Schritt wurden drei Abschnitte geschaffen, einer erstreckte sich von Cape Cod bis Barnegat (New Jersey) an der Atlantikküste, ein zweiter umfasste die Golfküste und der dritte die Pazifikküste der USA.
Das System der Marinedistrikte wurde schließlich am 7. Mai 1903 eingeführt und bestand zunächst aus dreizehn Distrikten. In der Zeit von 1916 bis 1944 wurden Änderungen im Zuschnitt vorgenommen und auch die Anzahl der Distrikte verändert. So kamen Überseegebiete hinzu, beispielsweise wurde Hawaii bereits im Jahr 1916 der 14. Naval District der US‑Navy. Jeder Marinedistrikt wurde durch einen Kommandanten mit Seeerfahrung befehligt. Er diente in seinem Distrikt als Stellvertreter des Marineministers und übte dort die direkte Befehlsgewalt aus.
Die meisten Marinedistrikte wurden in den 1970er-Jahren aufgelöst. Seit 2010 ist das System faktisch aufgehoben. Es existiert nur noch ein einziger Marinedistrikt, der Naval District Washington, der allein die Hauptstadt Washington, D.C., umschließt.